# Nyugati nyestmedve
A nyugati nyestmedve (Bassaricyon medius) az emlősök (Mammalia) osztályának ragadozók (Carnivora) rendjébe, ezen belül a mosómedvefélék (Procyonidae) családjába tartozó faj.

## Előfordulása
A nyugati nyestmedve előfordulási területe Közép- és Dél-Amerikában található; Panamától kezdve Kolumbián keresztül, Ecuador nyugati feléig lelhető fel.

## Alfajai
- Bassaricyon medius medius - Kolumbia és Ecuador
- Bassaricyon medius orinomus - Panama és talán Kolumbia

Ennek az állatnak a legközelebbi rokona az amazóniai nyestmedve (Bassaricyon alleni), amelytől körülbelül 1,3 millió évvel ezelőtt vált el.

## Megjelenése
Ez a nyestmedvefaj kisebb méretű, mint az ecsetfarkú nyestmedve (Bassaricyon gabbii), azonban nagyobb, mint a legújabban felfedezett mosómedve a kis nyestmedve (Bassaricyon neblina). A nyugati nyestmedve panamai alfajának a mérete nagyjából megegyezik az amazóniai nyestmedvéével, míg a Nyugat-Andok-i alfaj ennél kisebb. A faj átlagos-fejtesthossza 31-41 centiméter, farokhossza 35-52 centiméter és testtömege 900-1200 gramm. Bundája valamivel világosabb, mint a keleti rokoné. Ennek az állatnak 40 darab foga van; a fogképlete a következő: {\displaystyle {\tfrac {3.1.4.2}{3.1.4.2}}}.

### Fordítás
- Ez a szócikk részben vagy egészben  a   Western lowland olingo című angol Wikipédia-szócikk ezen változatának fordításán alapul.  Az eredeti cikk szerkesztőit annak laptörténete sorolja fel. Ez a jelzés csupán a megfogalmazás eredetét és a szerzői jogokat jelzi, nem szolgál a cikkben szereplő információk forrásmegjelöléseként.